# Tierpark Ueckermünde
Koordinaten: 53° 43′ 52,7″ N, 14° 1′ 40,9″ O
Der Tierpark Ueckermünde ist ein zoologischer Garten in der Stadt Ueckermünde im Osten des Landes Mecklenburg-Vorpommern. Aufgrund der Nähe von Ueckermünde zur deutsch-polnischen Grenze ist der Tierpark mit einem Anteil von rund zehn Prozent an der Gesamtzahl von über 100.000 Besuchern pro Jahr auch bei Besuchern aus der Republik Polen populär. Der Tierpark hat auf diese Nachfrage durch Informationsmaterial, ein Informationstelefon und eine Beschilderung in polnischer Sprache reagiert.

## Geschichte
Eröffnet wurde der Tierpark Ueckermünde im Jahr 1962. Nach 1990 entstanden eine Reihe von Freigehegen sowie begehbare Anlagen für Ziegen, Kängurus, Affen sowie Europäische Mufflons und Damhirsche, in denen sich die Besucher den Tieren ohne trennende Zäune nähern können.

## Tierbestand und Ausstattung

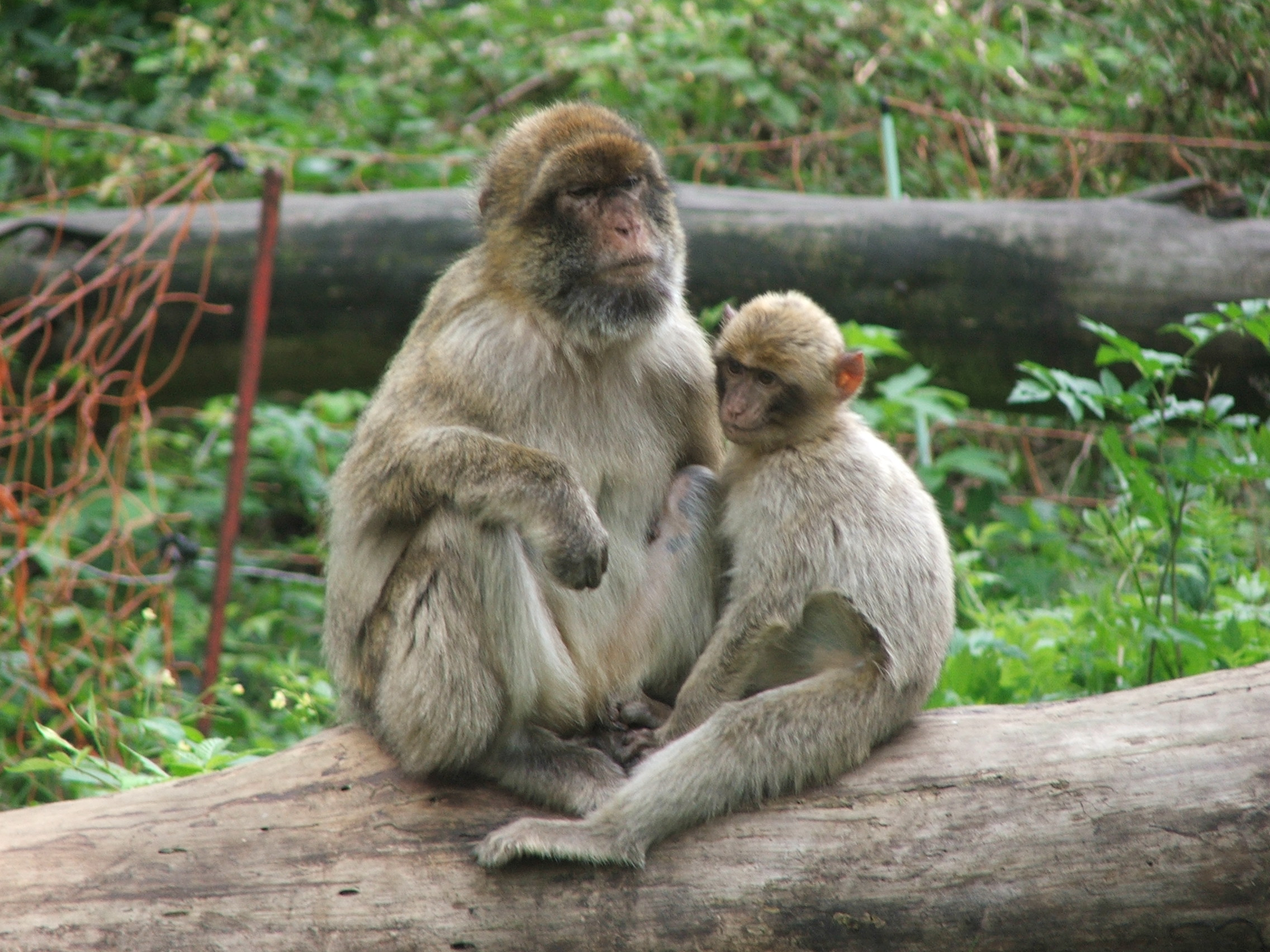
Berberaffen im Tierpark Ueckermünde

In dem rund 18 Hektar großen Gelände des Parks leben etwa 400 Tiere aus circa 100 Arten, neben einheimischen Haus- und Wildtieren auch verschiedene Klein- und Großtiere aus anderen Regionen der Welt, beispielsweise Löwen, Lamas, Wölfe und exotische Vögel.
In einem in typischer Fischerhaus-Architektur gestalteten Aquarienhaus werden vorwiegend einheimische Fische gezeigt. In die Anlage sind verschiedene historische Bauwerke wie eine Windmühle und eine Zugbrücke integriert. Im ehemaligen Reptilienhaus ist derzeit eine Ausstellung zu Stören „Bedrohte Giganten“ zu sehen und wird ein Stör-Film gezeigt.
Der Tierpark beteiligt sich am Europäischen Erhaltungszuchtprogramm für Fischotter.

## Weitere Aktivitäten und Trägerschaft
Als pädagogisches Angebot besteht darüber hinaus eine Zooschule, an der sowohl in deutscher als auch in polnischer Sprache thematische Veranstaltungen für den Sachkunde- und Biologie-Unterricht angeboten werden, beispielsweise im Rahmen von Projekttagen oder Projektwochen. Teil der Zooschule ist ein „Artenfriedhof“ mit Informationen zu ausgestorbenen Tierarten. Seit dem Jahr 2002 gibt der Tierpark eine kostenlos erhältliche und jährlich erscheinende Tierpark-Zeitung heraus.
Träger des Tierparks ist der Verein „Tierpark Ueckermünde e.V.“.